# Ripensia Timișoara
Ripensia Timișoara is een Roemeense voetbalclub uit de stad Timișoara.

## Geschiedenis
De club werd in 1928 opgericht door Cornel Lazăr, die daarvoor voorzitter was van het succesteam Chinezul Timișoara. De spelers werden hoofdzakelijk gerekruteerd bij rivalen Chinezul en Politehnica Timișoara. Ripensia was de eerste profclub van het land en kon daardoor tot 1932 niet deelnemen aan het landskampioenschap. In 1932/33 werd het allereerste kampioenschap georganiseerd in competitievorm. Er waren twee reeksen van zeven clubs en Ripensia werd kampioen in reeks 1 zonder een wedstrijd te verliezen. In de finale tegen de andere kampioen won Ripensia van Universitatea Cluj. Het volgende seizoen werd de club weer groepswinnaar, maar verloor dit keer in de finale van Venus Boekarest. Troostprijs dat jaar was wel de beker die de club met 5-0 won van U Cluj. In 1934/35 was er voor het eerst een competitie uit één reeks en hier werd de club kampioen met drie punten voorsprong op CA Oradea en Venus Boekarest. Ook het volgende seizoen werd de landstitel behaald en voor de tweede keer de beker, in de finale tegen Unirea Tricolor Boekarest. In 1937 eindigden Venus en Rapid Boekarest voor de club. Voor het seizoen 1937/38 waren er opnieuw twee reeksen en Ripensia werd andermaal groepswinnaar en versloeg in de finale Rapid. Dat seizoen nam de club ook aan de Mitropacup deel en versloeg eerst AC Milan, maar werd dan door Ferencvaros Boedapest verslagen. In 1939 werd de club nog vicekampioen en dan twee seizoenen in de subtop.
Tijdens de Tweede Wereldoorlog speelde de club in de tweede klasse en ook hierna kon de club niet terugkeren naar de hoogste klasse. In 1948 werd de club opgeheven en vervangen door Electrica Timișoara.
In 2012 werd de club heropgericht en won dat jaar de lokale competitie en promoveerde zo naar de Liga V. Het volgende seizoen werd de club kampioen en versloeg in de eerste ronde van de hoofdtabel van de Roemeense beker eersteklasser U Cluj en werd dan in de 1/8 finale verslagen door tweedeklasser Pandurii Târgu Jiu. Na twee seizoenen in de Liga IV promoveerde de club naar de Liga III. In 2017 promoveerde de club ook daar naar de Roemeense tweede klasse. 

## Erelijst
Landskampioen
1933, 1935, 1936, 1938
FRF Cup
Winnaar: 1934, 1936
Finalist: 1935, 1937

## Eindklasseringen
| 1 |

| 1 |

| 2 |

| 1 |

| 1 |

| 11 |

| 12 |

| 13 |

| 15 |

| 12 |

| 17 |

| 1 |

| Liga 2 | Liga III | Liga IV | Liga V | Liga VI |

## Ripensia in Europa
- 1/8 = achtste finale
- 1/4 = kwartfinale

| Seizoen | Competitie | Ronde | Land                                      | Club            | Score    |
| ------- | ---------- | ----- | ----------------------------------------- | --------------- | -------- |
| 1938    | Mitropacup | 1/8   | Vlag van Italië (1861-1946)               | AC Milan        | 3-0, 1-3 |
|         |            | 1/4   | Vlag van Hongarije (1915-1918, 1919-1946) | Ferencvárosi FC | 4-5, 1-4 |

## Bekende (oud-)spelers
- Gheorghe Ciolac
- Nicolae Simatoc